# Curug (Ngombol)
Curug is een bestuurslaag in het regentschap Purworejo van de provincie Midden-Java, Indonesië. Curug telt 206 inwoners (volkstelling 2010).